# Clemensia nubila
Clemensia nubila är en fjärilsart som beskrevs av Jones 1914. Clemensia nubila ingår i släktet Clemensia och familjen björnspinnare. Inga underarter finns listade i Catalogue of Life.